# 上甲状腺動脈輪状甲状枝
上甲状腺動脈輪状甲状枝（じょうこうじょうどうみゃくりんじょうこうじょうし）は、頭頸部の動脈の一つ。小さな動脈で、輪状甲状膜を横切り、反対側同名枝と交通する。
気管切開の際に気を付ける必要がある。